# Liste der Monuments historiques in Roppenheim
Die Liste der Monuments historiques in Roppenheim führt die Monuments historiques in der französischen Gemeinde Roppenheim auf.

## Liste der Bauwerke
| Bezeichnung                      | Beschreibung                                                                              | Standort              | Kennzeichnung | Schutzstatus | Datum | Bild           |
| -------------------------------- | ----------------------------------------------------------------------------------------- | --------------------- | ------------- | ------------ | ----- | -------------- |
| Protestantische Kirche St-Michel | romanischer Westturm, 12. oder 13. Jahrhundert, spätestgotischer Chor und Schiff von 1623 | Rue Principale (Lage) | PA00084906    | Inscrit      | 1984  | weitere Bilder |

## Liste der Objekte
| Bezeichnung                | Beschreibung                           | Standort                              | Kennzeichnung | Schutzstatus | Datum     | Bild |
| -------------------------- | -------------------------------------- | ------------------------------------- | ------------- | ------------ | --------- | ---- |
| Kanzel                     | Holz, 1628                             | in der protestantischen Kirche (Lage) | PM67000241    | Classé       | 1972      |      |
| Orgel                      | Ensemble aus PM67000242 und PM67000240 | in der protestantischen Kirche (Lage) | PM67001077    | Classé       | 1972 1971 |      |
| Orgelprospekt              | 1791 von Michael Stiehr gebaut         | in der protestantischen Kirche (Lage) | PM67000242    | Classé       | 1972      |      |
| Instrumentalteil der Orgel | 1791 von Michael Stiehr gebaut         | in der protestantischen Kirche (Lage) | PM67000240    | Classé       | 1971      |      |